# Johann Christian Bach

Johann Christian Bach, född 5 september 1735 i Leipzig, död 1 januari 1782 i London, var en tysk-brittisk tonsättare. 
Han var elfte son (den femte och yngste som nådde vuxen ålder) till Johann Sebastian Bach och flyttade 1754 till Italien där han studerade musik. 1760-62 hade han anställning som domkyrkoorganist i Milano och skrev under denna tid ett antal kyrkomusikaliska verk. Han skrev också operor i den tidens italienska stil, och inbjöds 1762 till London där han kom att bli den mest uppskattade tonsättaren i England fram till sin död. Dock hade han i likhet med sin äldste halvbror (Wilhelm Friedemann Bach) vissa självdestruktiva drag och dragning åt dryckenskap; när han dog 46 år gammal var han utblottad och begravdes i en fattiggrav, med felstavad benämning ("Back").
Johann Christian var bara i yngre tonåren när fadern dog, men Johann Sebastian, som hade insett att sladdbarnet hade en begåvning utöver det vanliga, var mycket svag för honom och han kallade Johann Christian för sin Benjamin (med hänsyftning till första mosebok). Halvbrodern Carl Philipp Emanuel Bach tog sig an honom och fortsatte hans musikaliska utbildning. Johann Christians stil påminner starkt om broderns, men lägger mer tyngdpunkt vid elegansen - hans stil kallas ibland galant rokoko. 
Han satte inte faderns verk lika högt som sina äldre bröder - utan lär ha kallat Johann Sebastian "den gamle stofilen". En symbolisk brytning var att han konverterade från protestantismen till katolicismen. Trots detta ekar faderns kontrapunkt mer i Johann Christians musik än i de andra av de yngre Bachbröderna.
Även om hans bror Carl Philipp Emanuel nådde större framgång förtjänar Johann Christian Bach en värdig plats i musikhistorien som en av Wolfgang Amadeus Mozarts största förebilder i unga år. Mozart tenderade ofta att använda verk av Johann Christian Bach som "språngbrädor" för sitt eget skapande.
Särskilt i England har hans musik behållit sin popularitet. Det gäller i synnerhet hans instrumentalmusik. Hans kompositioner är kanske de mest lättillgängliga av bröderna Bachs verk för den moderna lyssnaren.

## Verk i urval
- 6 pianokonserter, Op.1
- 6 triosonater, Op.2
- 6 symfonier, Op.3
- 6 pianosonater, Op.5
- 6 symfonier, Op.6
- 6 pianokonserter, Op.7
- 6 triosonater, Op.8
- 6 sonater för piano och violin, Op.10
- 6 symfonier, Op.12 (försvunna)
- 6 pianokonserter, Op.13
- 2 pianotrios, Op.15
- 6 sonater för piano och violin, Op.16
- 6 pianosonater, Op.17
- 4 sonater för piano och violin, Op.18
- 2 pianokvintetter, Op.22